# 九號喬治維爾鎮區 (北卡羅萊納州卡貝勒斯縣)
九號喬治維爾鎮區（英語：Township 9, Georgeville）是位於美國北卡羅萊納州卡貝勒斯縣的一個鎮區。

## 地方資料
九號喬治維爾鎮區的面積為75.63平方千米，皆為陸地。根據2020年美國人口普查的數據，當地共有人口3896人，而人口密度為每平方千米51.51人。